# Кремшніта
Кремшніта (босн. krempita, нім. Cremeschnitte, угор. krémes, угор. krémes, пол. kremówka, рум. cremșnit, cremeș, crempita, серб. кремпита / krempita, словац. Krémeš, словен. kremna rezina, kremšnita) — кремовий торт зі збитими вершками і заварним кремом, популярний у кількох центральноєвропейських країнах. Є багато регіональних варіацій, але всі вони включають основу з листкового тіста та заварний крем.

## За країною

### Словенія
У Словенії кремна резина (kremna rezina) зазвичай асоціюється з містом Блед, альпійським туристичним центром на північному заході Словенії. Рецептний торт був зроблений у місцевому готелі Парк в 1953 році Іштваном Ковачевичем, шеф-кухарем кондитерського магазину готелю. Він приїхав до Бледа з Сербії, де подібний торт був уже відомий. Станом на жовтень 2009 року в готелі було запечене 10 мільйонів кремових тортів з моменту його створення. Назва десерту означає просто «кремовий шматочок». Більшість місцевих жителів називають його кремшніта (kremšnita), з німецького слова Cremeschnitte, з тим же значенням. У той час як «кремна резина» з Бледа відзначила свою 10 мільйонну продукцію, Slaščičarna Lenček, що знаходиться у Домжале, у 2013 році відсвяткував 75-річчя з моменту свого першого виготовлення свого варіанту Lenčkova kremna rezina.

### Хорватія

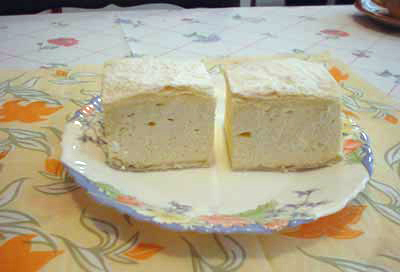
Кремпіта

У Хорватії два найпопулярніші варіанти — самоборська кремшніта (Samoborska kremšnita) з міста Самобор і загребська кремшніта (Zagrebačka kremšnita) із Загреба. Надзвичайно популярний самоборська кремшніта характеризується наявністю верхівки з листкового тіста, з начинкою з переважно заварного крему (менше збитими вершками) з безе і обробленою цукровою пудрою. Загребська кремшніта має характерну шоколадну глазур, замість верхньої частини листкового тіста, зберігаючи при цьому основу з листкового тіста. Класичний рецепт Самоборської кремшніти вважається розробленим Джуро Лукачічем на початку 1950-х років на основі різних ранніх варіантів, знайдених у загребських кондитерських виробах.

### Сербія, Боснія і Герцеговина

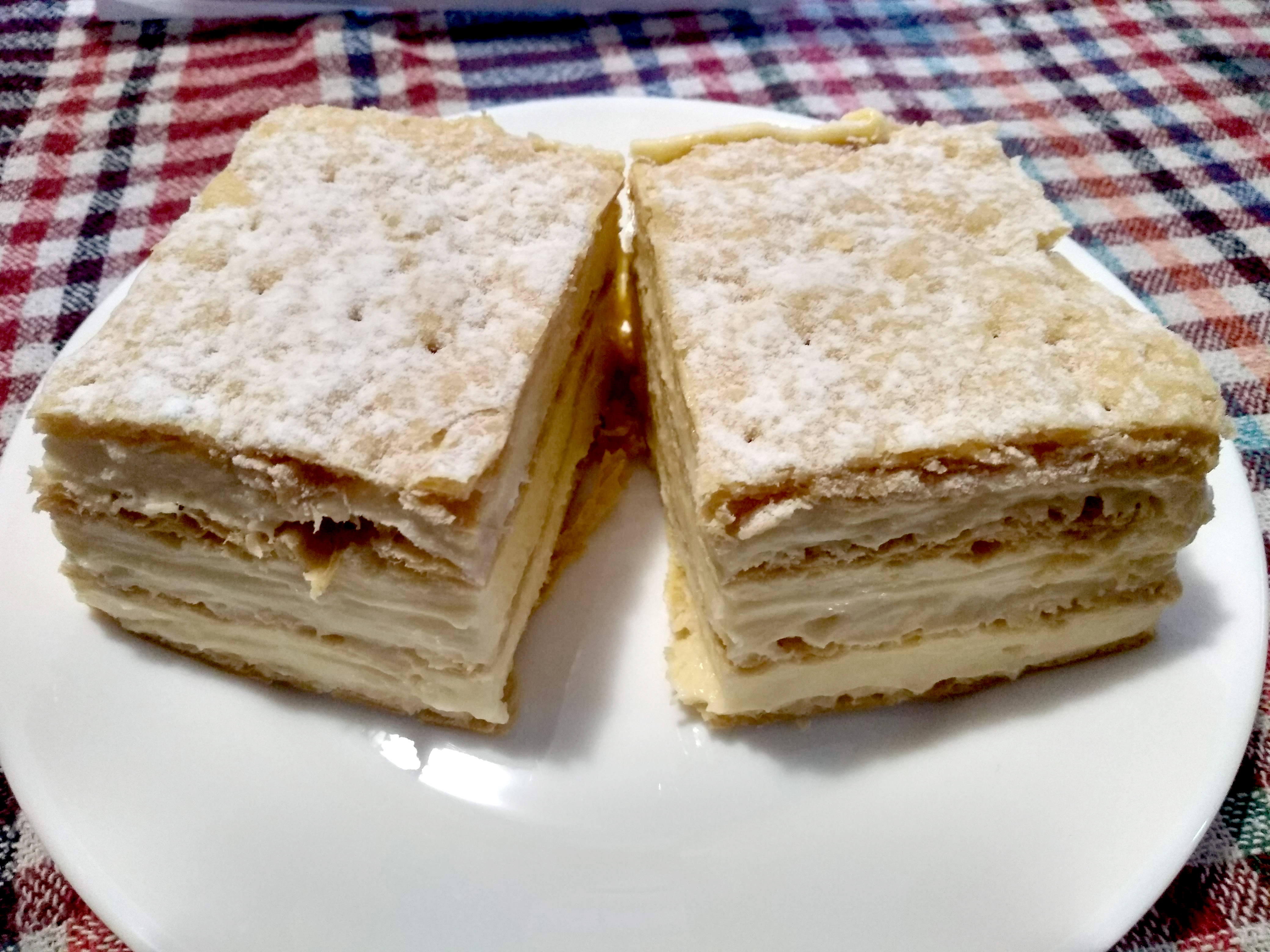
Которські кремпіта (кремовий пиріг від Котора)

У Сербії та Боснії і Герцеговині, страва відома як кремпіта («кремовий пиріг»). Звичайно готується з листкового тіста. Начинка звичайно з заварного крему, рідше з крему безе (збиті яєчні білки і цукор). Схожий рецепт, але тільки з начинкою безе називається шампіта (Šampita).

### Чорногорія
Найвідоміші в Чорногорії з которські кремпіта. За винятком оригінального рецепту, вони відрізняються від інших кремітонів тим, що їх роблять із трьох шарів тіста і двох шарів крему. Щороку у Которі проводиться фестиваль «Которська паста», присвячений цій смакоті.

### Австралія
В Австралії, страва відома як vanilla slice.

### Нова Зеландія
У Новій Зеландії, страва відома як custard slice, у якому листкове тісто знизу, заварний крем, листкове тісто зверху, та посипано ваніллю чи цукром.